# قائمة زملاء الجمعية الملكية المنتخبين في 2008
هذه الصفحة تعرض قائمة زملاء الجمعية الملكية المُنتخبين لعام 2008.

## الزملاء
- Matthew Rosseinsky [الإنجليزية]‏
- Alan Ashworth [الإنجليزية]‏
- Leszek Borysiewicz [الإنجليزية]‏
- Mark Kisin [الإنجليزية]‏
- Peter Liss [الإنجليزية]‏
- جيمس فلويد سكوت
- Michael Stratton [الإنجليزية]‏
- Dario Alessi [الإنجليزية]‏
- Anne O'Garra [الإنجليزية]‏
- برايان فوستر
- John Duncan (neuroscientist) [الإنجليزية]‏
- Chris Hunter (chemist) [الإنجليزية]‏
- Chris Toumazou [الإنجليزية]‏
- Jon Blundy [الإنجليزية]‏
- فرازير أرمسترونغ
- كلاوديو دانيال ستيرن
- Michael Alpers [الإنجليزية]‏
- ديفيد دويتش
- George Sawatzky [الإنجليزية]‏
- Jan Löwe [الإنجليزية]‏
- ألكسندر براشاو
- Derek Fray [الإنجليزية]‏
- Laurence Pearl [الإنجليزية]‏
- John Marshall (oceanographer) [الإنجليزية]‏
- Ulrike Tillmann [الإنجليزية]‏
- Christopher John Lamb [الإنجليزية]‏
- Fergus I. M. Craik [الإنجليزية]‏
- ستيفن جاكسون
- Roger Everett Summons [الإنجليزية]‏

## الأعضاء الأجانب
- William A. Catterall [الإنجليزية]‏
- سوزان سليمان
- بيتر مارلر [الإنجليزية]‏
- ريتشارد شروك
- جون مايكل بيشوب
- ديفيد مومفورد